# Peter Tatsuo Doi
Peter Tatsuo Doi ( ペトロ 土井 辰雄, Petoro Doi Tatsuo; Sendai, 22 december 1892 - Tokio, 21 februari 1970) was een Japans geestelijke en kardinaal van de Rooms-Katholieke Kerk.
Doi werd op zijn tiende gedoopt. Hij bezocht het seminarie van Sendai en studeerde vervolgens aan het Pauselijke Athenauem Urbaninia De Propaganda Fidei in Rome. Hij werd op 1 mei 1921 priester gewijd. Doi werkte vervolgens als zielzorger in het bisdom Sendai. Van 1934 tot 1937 was hij secretaris van de apostolische delegatie in Japan.
Op 2 december 1937 benoemde paus Pius XI hem tot aartsbisschop van Tokio. Tijdens de Tweede Wereldoorlog was hij directeur van het Nationaal Katholiek Centraal Comité in Japan. Paus Pius XII benoemde hem in 1956 tot bisschop-troonassistent.
Paus Johannes XXIII creëerde hem kardinaal in het consistorie van 28 maart 1960, tegelijk met de Nederlandse aartsbisschop Bernardus Alfrink. De Sant'Antonio in via Merulana werd zijn titelkerk. Hij was de eerste Japanse kardinaal in de geschiedenis. Kardinaal Doi nam deel aan het Tweede Vaticaans Concilie en aan het conclaaf van 1963 dat leidde tot de verkiezing van Giovanni Battista kardinaal Montini, die de naam Paulus VI aannam.
Kardinaal Doi overleed aan de gevolgen van een longontsteking. Zijn lichaam werd bijgezet in de kathedraal van Tokio.
- Gemeinsame Normdatei: 1027391842
- International Standard Name Identifier: 0000 0003 7755 2148
- Bibliotheek van het Japanse parlement: 00374676
- Virtual International Authority File: 255469686
- WorldCat: E39PBJy8vk4t76vgC8xxhxMF8C